# Odalisca blava o L'esclava blanca
Odalisca blava o L'esclava blanca (Odalisque bleue ou L'Esclave blanche) és un oli sobre tela de 82 × 54 cm pintat per Henri Matisse vers els anys 1921-1922 i dipositat al Museu de l'Orangerie de París.

## Context històric i artístic
"Quan Matisse va morir, em va deixar les seues odalisques com a llegat" va dir Pablo Picasso a Roland Penrose després de la mort del mestre. Això demostra la importància que atorga a aquesta sèrie d'obres pintades a Niça durant la dècada del 1920. Matisse reprèn aquesta tradició iconogràfica del segle xix (magistralment il·lustrada per Ingres i Delacroix) a causa de la feliç nostàlgia que li evocaven les seues estades passades a Algèria, el Marroc i Sevilla.
El tema de l'odalisca fou un pretext per a pintar nus per a Matisse, ja que el pintor cercava la integració del cos de la model i l'ombra en una decoració ornamental que afirmés la plenitud de la pintura. L'odalisca li va permetre integrar les arts decoratives islàmiques (que ell admirava molt) en les seues composicions, sobretot a partir de l'exposició de Múnic del 1910. A un racó del seu taller de la plaça Charles-Félix, Matisse improvisa, doncs, amb paravents, catifes i tendals diferents decorats orientalitzants on fa posar la model vestida d'odalisca.
El tema, segons l'artista explicà més tard, sorgí del record de les seues estades al Marroc els anys 1911 i 1912:
| « | "Les Odalisques van ésser alhora el fruit d'una feliç nostàlgia, d'un somni bell i ple de vida, i d'una experiència viscuda en una mena d'èxtasi dels dies i les nits, sota l'encís d'un clima." | » |

L'orientalisme en voga en el context colonial posterior a la guerra tal vegada no fou aliè a aquesta nostàlgia.
Bernheim-Jeune comprà el quadre a l'artista el març del 1922, per tant hom pot suposar que fou realitzat cap a finals del 1921 o principis del 1922.

## Descripció
L'Odalisca blava porta una disfressa de gasa transparent, que en l'imaginari occidental s'associa al món dels harems (les odalisques eren les esclaves al servei de les dones del soldà turc). Dreta, tancada dins d'un espai restringit i reposant el cos sobre un dels malucs, posa contra un fons que recorda una ornamentació de rajoles moresques. La gamma cromàtica de la composició és continguda, amb reflexos blavosos i la pintura és d'una lleugeresa d'aquarel·la.